# Dyntrågspinnare
Dyntrågspinnare, Nola holsatica, är en fjärilsart som beskrevs av Christian Johannes Amandus Sauber 1916. Dyntrågspinnare ingår i släktet Nola och familjen trågspinnare, Nolidae. Länge ansågs arten som en underart eller form av Vitpucklig trågspinnare, men har senare erkänts som en fullvärdig art. Arten är varken funnen i Sverige eller i Finland, men förekommer i Danmark. Inga underarter finns listade i Catalogue of Life.